# 후쿠다 마유코
후쿠다 마유코(福田 麻由子, 1994년 8월 4일~)는 일본의 배우이다. 도쿄도 출생으로 1998년 노래와 춤을 배우기 위해 도쿄 아동극단에 들어간다. 같은 해 〈KFC〉 광고를 시작으로 연예계 활동을 시작했다. 2000년 《섬머 스노우》로 드라마에 처음 출연했고, 2004년 《불량공주 모모코》로 영화에 첫 데뷔했다. 2005년 4월에 현재 소속사로 이적했고 2006년에는 연극 《비와 꿈의 뒤에》에 출연했다. 2024년 7월 16일까지 FLaMme 소속이였으나, 현재는 퇴사 후 무소속이다.

## 출연

### 드라마
- 대하드라마 (NHK)
  - 아오이 도쿠가와 삼대 (1999년 7월 26일) - 유키히메 역
  - 호조 토키무네 (2001년 1월 7일 ~ 12월 9일) - 아츠코 역
  - 풍림화산 제40회・총집편 (2007년 10월 7일・12월 31일) - 우메히메 역
- 한여름의 공포극장 <전생의 여자> (1999년 7월 26일) 카도쿠라 리오 역
- 섬머 스노우 (2000년 7월 ~ 9월) 유카리 역
- 감찰의 야부노젠지로8 (2000년 8월 7일)
- 야나기바시모정 (2000년 8월 21일- 12월 18일)
- 한국 아줌마는 대단해 (2002년 1월 2일) 이토 리에의 딸 역
- 천사의 목소리~소아병동의기적~(2002년 8월 9일)
- 장미의 십자가 (2002년)
- 착한 아이의 편~신참보육사이야기~ (2003년 1월 ~ 3월) 마유코 역
- 사랑의 집~울보 사토와 7명의 아이~ (2003년 8월 25일 - 9월 22일) 우에시마 마코 역
- 빛과 함께…~자폐아를 안고~ (2004년 4월 14일 - 6월 23일) 코가 마유코 역
- 라스트 프레젠트 (2004년 7월 7일 ~ 9월 15일)
- 정말로 있었던 무서운 이야기 <여행 떠나는 구두소리> (2004년 11월 1일) 타무라 히로미 역
- 여왕의 교실 (2005년 7월 ~ 9월) 신도 히카루 역
- 반딧불의 묘 (2005년) 사와노 하나 역
- 백야행 (2006년 1월 ~ 3월) 니시모토 유키호 역 (가라사와 유키호의 어린 시절)
- 마루코는 아홉살 (2006년)
- 내일은 맑음 (2006년 4월 ~ 6월)
- 엔카의 여왕 (2007년 1월 ~ 3월) 사치코 역
- Q10 (2010년 10월 ~ 12월)
- 그래도, 살아간다 (2011년 7월 ~ 9월) 도야마 아카리 역

### 영화
- 불량공주 모모코 (2004년) 류가사키 모모코 (어린시절)
- 일본침몰 (2006년)
- 리틀 디제이 (2007년)
- 데스노트 L: 새로운 시작 (2008년) 니카이도 마키 역
- 개와 나의 10가지 약속 (2008년)
- 헤븐스 도어 (2009년) 시라이시 하루미 역
- 20세기 소년 마지막장 - 우리의 여행 (2010년)
- 벚꽃, 다시 한 번 카나코 (2013년)
- Flare(일본, 프랑스 합작) (2014년)

### 음악
- TUBE 〈호타루〉 (2008년 4월) 싱글 자켓 모델